# Lussagnet-Lusson
 Lussagnet-Lusson  es una población y comuna francesa, en la región de Aquitania, departamento de Pirineos Atlánticos, en el distrito de Pau y cantón de Lembeye.

## Demografía
| 162 | 157 | 156 | 143 | 132 | 147 |
| Para los censos de 1962 a 1999 la población legal corresponde a la población sin duplicidades (Fuente: INSEE [Consultar]) |     |     |     |     |     |